# 27-降胆甾烷
27-降胆甾烷（英語：27-Norcholestane），是一种化学式为C
26H
46的甾烷化合物，可以作为石油中的生物标记，能通过其与24-降胆甾烷的比值（24/27-norcholestane ratio，NCR）来确定石油产生的年代。